# Paweł Panas

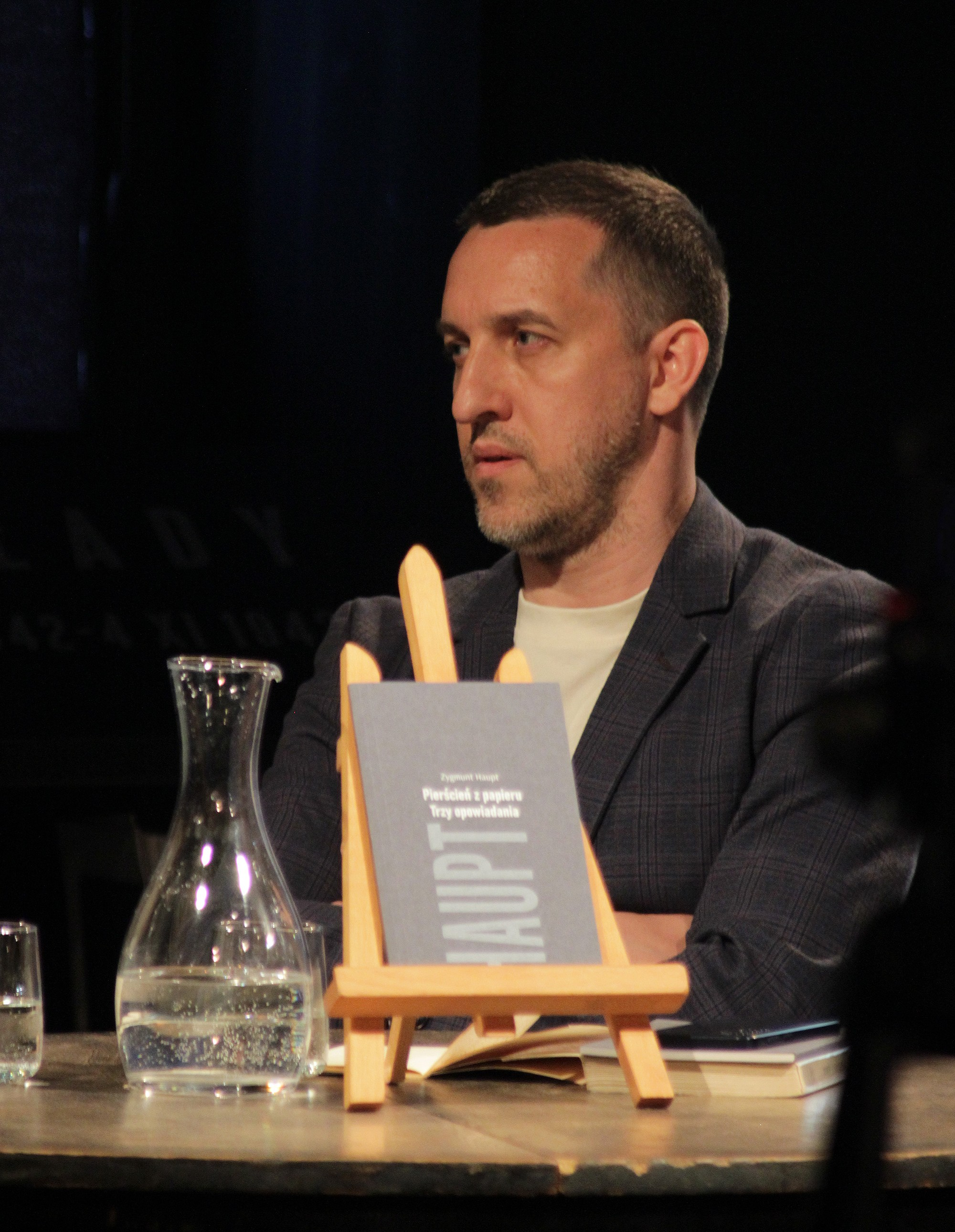
Paweł Panas w 2025 roku

Paweł Panas (ur. 20 maja 1978) – polski badacz literatury, związany z Katolickim Uniwersytetem Lubelskim.

## Życiorys
W 2003 ukończył studia polonistyczne na Katolickim Uniwersytecie Lubelskim. Na macierzystej uczelni obronił w 2011 pracę doktorską Doświadczenia religijne w twórczości Gustawa Herlinga-Grudzińskiego napisaną pod kierunkiem Piotra Nowaczyńskiego, w 2019 uzyskał stopień doktora habilitowanego na podstawie pracy Zagubiony wpośród obcych. Zygmunt Haupt - pisarz, wygnaniec, outsider. Pracuje jako adiunkt w Instytucie Literaturoznawstwa na Wydziale Nauk Humanistycznych KUL.
Jest laureatem Nagrody Związku Pisarzy Polskich na Obczyźnie za rok 2019 za książkę Zagubiony wpośród obcych. Zygmunt Haupt - pisarz, wygnaniec, outsider (przyznana w 2020).
Jest synem Teresy i Władysława Panasów, bratem Rafała Panasa i Marty Panas-Goworskiej.

## Twórczość
- Doświadczenia religijne w twórczości Gustawa Herlinga-Grudzińskiego (2012)
- Opisanie świata. Szkice o poezji Marcina Świetlickiego (2014)
- Zagubiony wpośród obcych. Zygmunt Haupt - pisarz, wygnaniec, outsider (2019)